# 91890 Kiriko Matsuri
91890 Kiriko Matsuri è un asteroide della fascia principale. Scoperto nel 1999, presenta un'orbita caratterizzata da un semiasse maggiore pari a 3,0013202 UA e da un'eccentricità di 0,1237567, inclinata di 11,65228° rispetto all'eclittica.
L'asteroide è dedicato all'omonima festa tipica di varie località della penisola di Noto in Giappone.